# Triumph Middle saloon
Per Middle saloon (berlina media) si può intendere una gamma di autovetture di fascia media prodotta dalla Triumph Motor Company tra il 1965 ed il 1980.
Si tratta di una gamma piuttosto articolata e complessa di modelli, con caratteristiche tecniche anche molto diverse, non solo riguardo ai motori e ai cambi, ma anche alla geometria delle sospensioni e alla trazione: anteriore su alcuni modelli e posteriore su altri. Tuttavia tutte hanno in comune:
- il pianale (con misura del passo di 2451mm), sebbene opportunamente modificato in relazione al tipo di trazione
- la parte centrale della carrozzeria (tetto e porte inclusi) comuni.
- il disegno (restyling compresi) di Giovanni Michelotti.

## La "Timeline"
- 1965: esordio della Triumph 1300, con trazione anteriore, retrotreno a ruote indipendenti e motore a 4 cilindri in linea con albero a camme laterale di 1296cm³, alimentato a carburatore singolo.
- 1968: esordio della Triumph 1300 TC (twin carburettor), con meccanica e carrozzeria della 1300 standard (che esce di listino) e alimentazione con due carburatori.
- 1970: esordio della Triumph 1500 (che rimpiazza la 1300 TC), con carrozzeria ristilizzata (frontale e coda), maccanica della 1300 TC e motore di 1493 cm³ a carburatore singolo.
- 1970: esordio della Triumph Toledo, con trazione posteriore, retroreno a ponte rigido, motore 1300 da 61 CV e carrozzeria della vecchia 1300, ma frontale simile a quello della 1500.
- 1972: esordio della Triumph Dolomite 1850, con carrozzeria della 1500, ma trazione posteriore, retrotreno ad assale rigido e motore (prodotto in joint-venture con Saab) monoalbero in testa di 1854 cm³.
- 1973: esordio della Triumph 1500 TC (erede della 1500 standard), con motore di 1493 cm³ bicarburatore e trazione posteriore, retrotreno ad assale rigido. Dal 1976 prende il nome di Dolomite 1500.
- 1973: esordio della Dolomite Sprint, la prima berlina di serie con motore a 16 valvole.
- 1976: ampliamento della gamma Dolomite, con l'esordio delle versioni 1300 e 1500.
- 1976: uscita di listino della Toledo.
- 1981: uscita di listino di tutti gli altri modelli (ormai accomunati dal nome Dolomite).

Si comprende come sia complessa ed articolata la gamma prodotta, dal momento che, ad esempio, la 1500 e la 1500 TC, esteticamente identiche, hanno (motore a parte) caratteristiche tecniche molto diverse.

## La 1300 e la 1300 TC (1965-70)

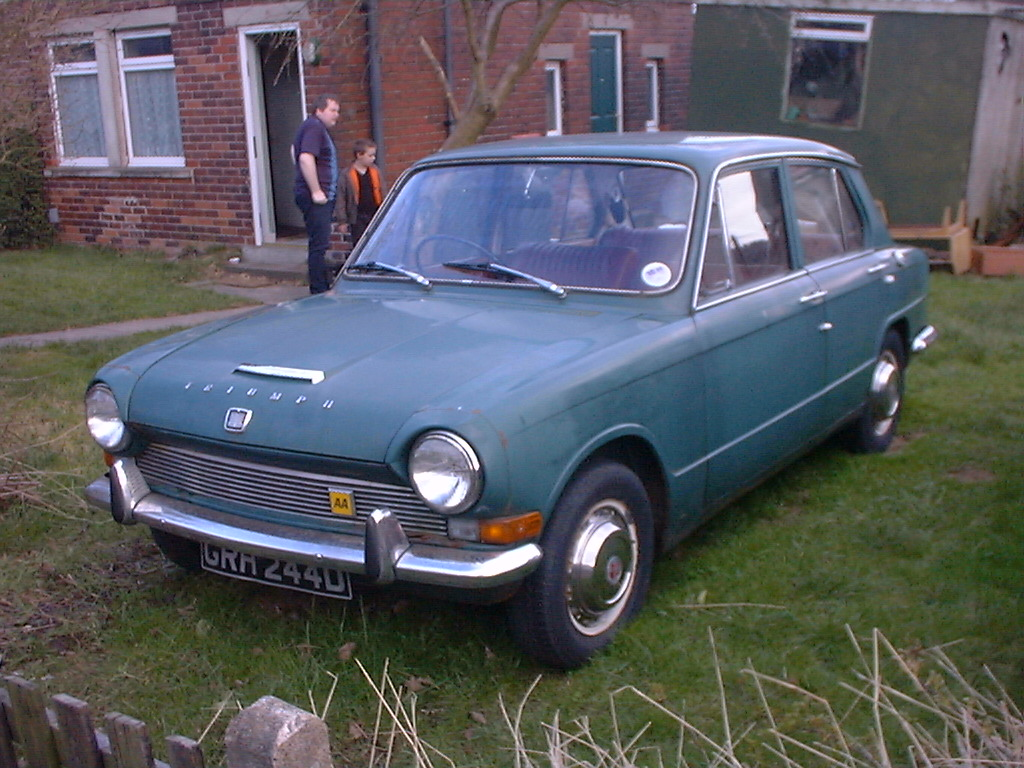
Triumph 1300

La capostipite di questa articolata famiglia di berline medie vide la luce nel 1965. 
La bella carrozzeria (3 volumi, 4 porte), disegnata da Michelotti (e ispirata a quella della più grande Triumph 2000), le finiture eleganti (con inserti in legno nella plancia) e la buona qualità costruttiva favorirono la buona accoglienza del modello.
Mossa da un 4 cilindri con asse a camme laterale (lo stesso della Herald 1300) con alimentazione a carburatore singolo di 1296 cm³, la 1300, forte di soli 61cv, non poteva avere prestazioni elevate, nonostante la massa contenuta in 914kg. La potenza veniva trasmessa alle ruote attraverso un cambio a 4 marce, mentre la frenatura era garantita da due dischi all'avantreno e da due tamburi al retrotreno. Raffinate anche le sospensioni a 4 ruote indipendenti.
Per eliminare l'unico punto debole del modello (le prestazioni), la casa nel 1968 rimpiazzo la 1300 con la 1300 TC, identica dentro e fuori, ma alimentata da 2 carburatori. La potenza, ora di 75 CV, garantiva buone prestazioni, in linea con l'immagine sportiveggiante del marchio.
La 1300 TC uscì di listino nel 1970, rimpiazzata dalla 1500.

## La 1500 (1970-73)
Nel 1970 la 1300 TC venne sottoposta ad un consistente restyling. Michelotti ridisegnò il frontale (reso più lineare da una nuova mascherina divisa in due parti, con fari rettangolari incorporati) e la coda (allungata per migliorare la capacità del bagagliaio, con gruppi ottici rettangolari e cofano modificato), mentre la Triumph si occupò degli interni (nuova plancia, sedili e pannelli porta modificati). L'unica novità meccanica riguardava il motore, la cui cilindrata aumentava a 1493 cm³. A causa dell'alimentazione a carburatore singolo, tuttavia, la potenza tornava a 61 CV (ma migliorava l'elasticità di marcia). Il resto della meccanica era mutuato dalla 1300 TC.
La 1500 rimase in produzione fino al 1973, quando venne rimpiazzata dalla 1500 TC.

## La Toledo (1970-1976)
Lo spazio lasciato libero col passaggio dalla 1300 TC alla 1500, venne occupato dalla Toledo, erede della superata Herald (sul mercato dal lontano 1959).
La Toledo riprendeva la vecchia carrozzeria della 1300, modificata solo nel frontale (reso più simile a quello della 1500) e, inizialmente, nel numero di porte (2 anziché 4), ma se ne differenziava nettamente a livello tecnico: la trazione passava da anteriore a posteriore (con le conseguenti modifiche al pianale), mentre il retrotreno diventava ad assale rigido (anziché a ruote indipendenti).
Queste scelte, che di fatto rappresentavano un passo indietro, derivavano dalla necessità di contenere i costi di produzione ed offrire un modello più semplice ed economico (ma sempre con finiture curate). In quest'ottica venne conservato anche il motore di 1296 cm³ da 61 CV che trasmetteva il moto alle ruote posteriore attraverso un cambio manuale a 4 rapporti.
Nel 1971 arrivò anche la Toledo 4 porte. In questo caso, frontale a parte, la carrozzeria coincideva con quella della vecchia 1300. 
La Toledo uscì di listino nel 1976.

## La 1500 TC (1973-1976)
Nel 1973 la 1500 lasciò il posto alla 1500 TC. Dato che le due vetture erano esteticamente identiche (e anche gli interni rimanevano inalterati) si potrebbe pensare ad un semplice incremento di potenza del motore attraverso l'alimentazione con 2 carburatori. E in effetti la potenza del 4 cilindri di 1493 cm³, grazie proprio ai due carburatori SU, era passata da 61 a 75 CV, ma si trattava della modifica minore. Le più importanti erano nascoste sotto l'immutata carrozzeria: la 1500 TC, infatti, aveva trazione posteriore e retrotreno ad assale rigido.
Il passaggio dalla trazione anteriore a quella posteriore, apparentemente incomprensibile in un'epoca in cui le tutto avanti si stavano diffondendo sempre di più (e di lì a poco avrebbero invaso tutti i segmenti di mercato), trovava una sua logica nell'ambito del posizionamento dei vari brand della British Leyland (di cui la Triumph faceva parte dal 1968). Le Triumph, all'interno della BL dovevano avere un "spore" sportivo, assicurare una guida brillante e divertente ed offrire finiture curate ed eleganti, senza per questo avere prezzi d'acquisto proibitivi. Così la scelta della trazione posteriore doveva garantire un sapore sportivo, mentre l'adozione del ponte rigido al retrotreno aveva il compito di ridurre i costi di produzione e, quindi, contenere i prezzi di listino (senza rinunciare a elevati standard di finitura e qualità costruttiva).
Tra le novità tecniche della 1500 TC si segnalava anche l'adozione di un nuovo cambio, sempre a 4 marce, derivato da quello della più grande 2000.
Dal 1976, praticamente senza altre variazioni, la 1500 TC assunse il nome di Dolomite 1500.

## La Dolomite (1972-80)
La svolta della 1500 TC, ovvero il passaggio alla trazione posteriore, al retrotreno ad assale rigido, al nuovo frontale e alla coda allungata, venne anticipata dalla Dolomite 1850, lanciata alla fine del 1972.
Questa era, in pratica, una versione più lussuosa, meglio rifinita e potente (o, come direbbero più efficacemente in Inghilterra, "upmarket") della 1500 TC, con cui condivideva l'intera meccanica, con l'eccezione del motore, che sulla Dolomite era un 4 cilindri monoalbero in testa di 1854 cm³ prodotto in collaborazione con la Saab (che lo montava sul suo modello 99). Alimentato con due carburatori Stromberg il nuovo motore garantiva 91 CV.
La Dolomite 1850 era distinguibile dalla 1500 TC solo per il frontale con 4 fari circolari (anziché due rettangolari), la mascherina con una diversa "maglia" ed un livello generale di cura interna ed esterna maggiore.
Alla fine del 1973 arrivò, vero fiore all'occhiello della produzione Triumph, la Dolomite Sprint, mossa da un 4 cilindri monoalbero (derivato da quello della Dolomite 1850) di 1998 cm³ con testata a 4 valvole per cilindro.
Fu la prima berlina di serie ad utilizzare questo tipo di soluzione, anche se, per ragione di costi, venne mantenuta la distribuzione con un solo albero a camme in testa, rinunciando alla soluzione bialbero.
Alimentato da 2 carburatori, il nuovo 2 litri 16v erogava 127 BHP (129 CV din). La Sprint si distingueva dall'altra Dolomite per pochi particolari: un piccolo spoiler in plastica sotto al paraurti anteriore, i cerchi sportivi, il tetto rivestito in vinile, un piccolo profilo adesivo nero lungo la fiancata e la coda verniciata in nero opaco.
Nel 1976, dopo alcune modifiche molto lievi (spostamento dei marchietti identificativi, nuovo profilo protettivo in gomma), la gamma Dolomite venne riorganizzata e ampliata.
Alla base ora si ponevano le versioni 1300 (col solito 1296 cm³ da 61 CV) e 1500 (1493 cm³, 75 CV), distinguibili per i fari anteriori rettangolari singoli e l'allestimento semplificato, mentre ad un livello superiore c'erano le 1500 HL e 1850 HL (col consueto frontale a 4 fari circolari e finiture più curate).
Al top rimaneva la Sprint.
La gamma Dolomite uscì di listino nel 1980 sostituita dalla Triumph Acclaim.

## La produzione
Nell'arco di oltre 15 anni la produzione segna un totale di 536.672 esemplari, così suddivisi:
177.238 Dolomite; 148.350 1300/1300 TC; 119.182 Toledo; 66.353  1500 e 25.549  1500 TC.
All'interno della gamma Dolomite la più prodotta è la 1850 (79.010 esemplari), seguita dalla 1300 (43.255), dalla 1500 (32.031) e dalla Sprint (22.942).

## Veicoli derivanti
Dalla Dolomite prese spunto, nel 1975 la Panther Westwinds, per produrre un modello, la Panther Rio.